# Chloropsis flavipennis
Il fogliarolo delle Filippine (Chloropsis flavipennis (Tweeddale, 1878)) è un uccello passeriforme della famiglia dei Chloropseidae.

## Etimologia
Il nome scientifico della specie, flavipennis, deriva dal latino e significa "dalle penne gialle", in riferimento alla colorazione delle ali.

## Descrizione

### Dimensioni
Misura 18,8-19 cm di lunghezza.

### Aspetto

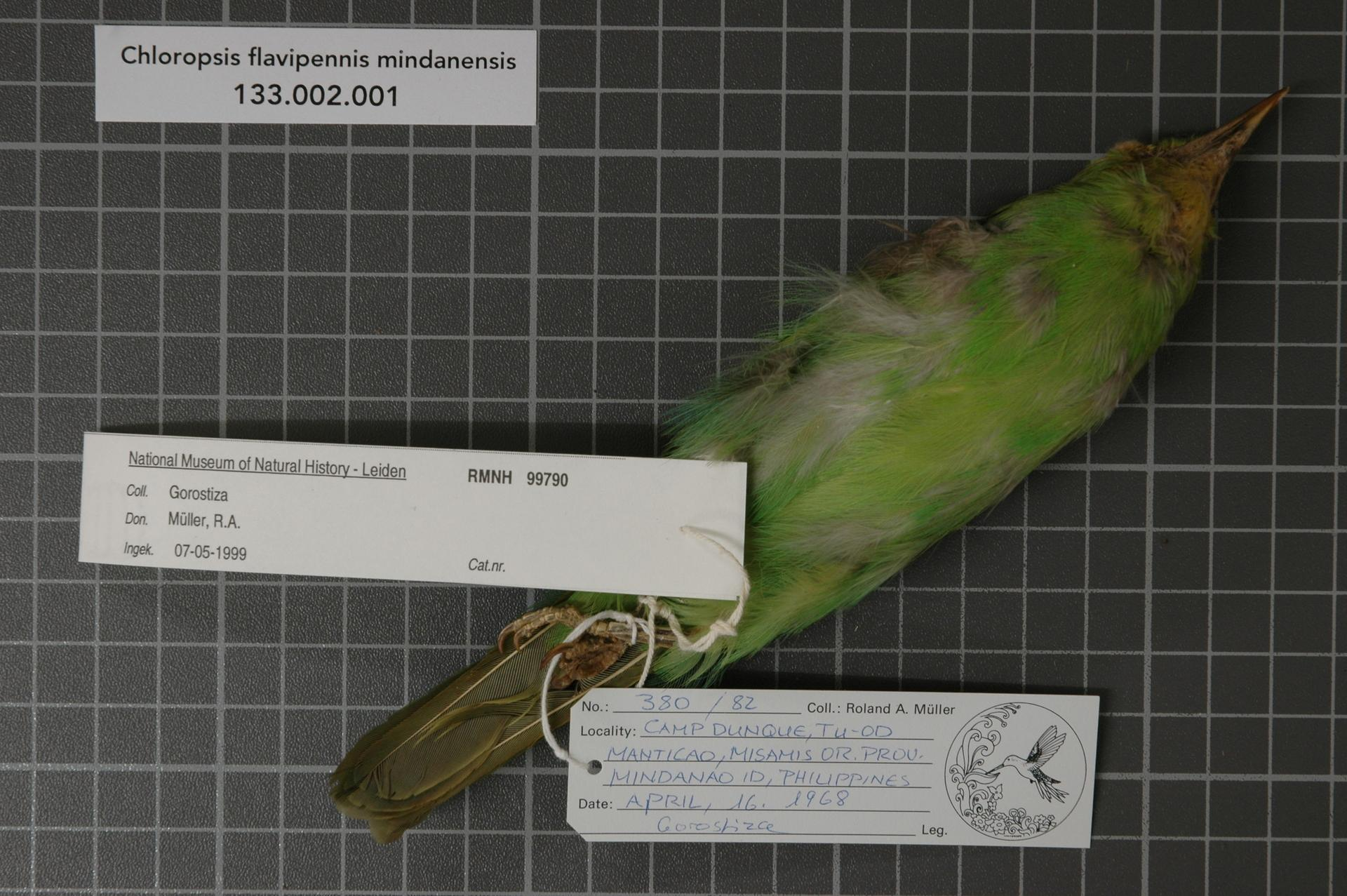
Visione ventrale di femmina impagliata.

Si tratta di uccelli dall'aspetto robusto, muniti di becco conico e allungato, ali arrotondate, coda dall'estremità squadrata e zampe forti.
Il piumaggio è uniformemente verde su tutto il corpo, con sfumature gialle nell'area ventrale, più evidenti su faccia e petto: il bordo delle ali (tranne che le remiganti primarie, che mostrano punta gialla) e la coda sono di colore nerastro: a differenza della stragrande maggioranza delle specie congeneri, nel fogliarolo delle Filippine il dimorfismo sessuale è quasi inesistente, con le femmine dalla livrea più scialba e con sfumatura gialla dell'area ventrale meno marcata.
Il becco e le zampe sono nerastri, mentre gli occhi sono di colore bruno scuro con cerchio perioculare beige-giallino.

## Biologia
Si tratta di uccelli diurni, che vivono da soli o in coppie, passando la maggior parte del proprio tempo nella canopia alla ricerca di cibo, emettendo di tanto in tanto un richiamo monotono formato da due note (una corta e discendente e una lunga e ascendente).

### Alimentazione
Mancano dati sull'alimentazione in questa specie: si suppone, tuttavia, che essa non differisca da quella degli altri fogliaroli.

### Riproduzione
Il periodo riproduttivo è stimato fra maggio e agosto, periodo durante i quali soo stati osservati esemplari giovani da poco divenuti indipendenti: mancano altre informazioni, ma anche in questo caso il comportamento riproduttivo della specie dovrebbe ricalcare senza particolarità degne di nota quello della famiglia d'appartenenza.

## Distribuzione e habitat
Come intuibile dal nome comune, il fogliarolo delle Filippine è endemico delle Filippine meridionali, popolando Samar, Leyte e Mindanao, mentre la specie è localmente estinta a Cebu.
L'habitat di questi uccelli è rappresentato dalle aree di foresta umida di pianura primaria, o al limite secondaria ma ben matura.

## Tassonomia
Alcuni autori riconoscerebbero una sottospecie mindanensis di Mindanao, tuttavia le differenze fra gli uccelli di quest'isola e quelli del resto dell'areale sono minime e non vengono giudicate sufficienti per giustificarne una divisione.